# Litecoin
Litecoin  je kriptovaluta. Enako kot Bitcoin je tudi Litecoin omrežje vrstnikov P2P, ki si izmenjujejo podatke po vnaprej dogovorjenem protokolu. Litecoin se kot ostale kriptovalute uporablja pri izvajanju finančnih transakcij in spletnem trgovanju.
Litecoin je odprtokoden projekt, ki deluje pod MIT/X11 licenco.
Litecoin je internetna valuta peer-to-peer, ki omogoča zelo hitro plačilo z minimalnimi stroški. Je decentraliziran, odprtokoden ter podprt s kriptografijo, ki omogoča varne transakcije. Litecoin je izdan transparentno ter omogoča neodvisno preverjanje izvorne kode ter binarnih zapisov.
Litecoin je bil na začetku leta 2018 vreden približno 200 evrov, vendar se njegova vrednost spreminja. Litecoin je do začetka leta 2017 veljal za stabilno valuto, vendar se je zaradi vsesplošnega navdušenja v prvi polovici leta 2017 njegova cena močno povzdignila.  Marca 2017 je bila njegova vrednost ocenjena na 3 eur, do konca leta pa se je povzpela na 200 eur.

## Zgodovina
Litecoin je 7. oktobra 2011 ustvaril Charlie Lee, ki je bil predtem zaposlen pri podjetju Google. Čeprav je bil Litecoin ustvarjen že oktobra 2011 se je na področju financ uveljavil šele novembra 2013. Litecoin ekipa razvijalcev je najprej objavila prvotno verzijo 0.8.5.1, nato pa je agregatna vrednost povpraševanja Litecoina doživela veliko rast (100 % rast v 24ih urah). Nova verzija Litecoina je bila izdana decembra 2013. To je bila izpopolnjena verzija stare, ki je nudila 20-krat nižjo provizijo pri transakcijah, varnostne izboljšave ter učinkovitejše delovanje. Novembra 2013 je Litecoin dosegel tržno vrednost 1 milijardo dolarjev. Litecoin ima v primerjavi z Bitcoinovo jedrno kodo nekaj ključnih sprememb. Ustanovitelj Charlie Lee je spremenil kodo ter protokol zato, da bi povečal sprejetost valute. Čas potrditve blokov je zmanjšal iz deset minut na dve minuti in pol, da bi lahko potrdili večji obseg transakcij. Spremenil pa je tudi izvirno Bitcoin jedro iz algoritma SHA-256 v Scrypt algoritem, ki je  hitrejši. Je pa SHA-256 bolj varen, saj razreševanje bloka traja skoraj 10 minut, medtem ko pri Scryptu le pol minute. Maja 2017 je bila v programski opremi Litecoin aktivirana podpora SegWit. Septembra 2017 so se zgodile prve atomske transakcije. V 4 dneh so bile izvedene transakcije med Litecoin in Decred, Litecoin in Vertcoin, Litecoin in Bitcoin.
Do leta 2016 Litecoin ni imel stalno zaposlenih razvijalcev. Na začetku sta bila s projektom Litecoin open source povezana samo Charlie Lee in pa Warren Togami (direktor platforme Blockstream). Leta 2016 pa se je ekipi Litecoin pridružil razvijalec z imenom Shaolinfry. Sedaj ekipa šteje 14 članov.

## Litecoini v obtoku
Litecoin je izdal kar štirikratno ponudbo vseh Bitcoinov. Skupno število Litecoinov, ki se bo kdaj proizvedlo bo 84 milijonov (Bitcoinov je le 21 milijonov). Trenutno je v obtoku približno 55 milijonov enot in približno 30 milijonov enot je potrebno še izkopati(rudariti). Vsaki dve in pol minuti se izkoplje nov Litecoinov blok in s tem 25 kovancev, kar pomeni 14.400 Litecoinov na dan. Avgusta 2021 je bila kapitalizacija Litecoin 12,2 milijarde USD.

## Razlika med Litecoinom in Bitcoinom
Spodnja tabela prikazuje nekaj razlik med ŁTC in BTC
|                       | Litecoin           | Bitcoin                          |
| --------------------- | ------------------ | -------------------------------- |
| Izumitelj             | Charlie Lee        | Satoshi Nakamoto                 |
| Datum nastanka        | 7.10.2011          | 9.1.2008                         |
| Število vseh kovancev | 84 milijonov       | 21 milijonov                     |
| Blockchain protokol   | POW (dokaz o delu) | POW (dokaz o delu)               |
| Zasebnost             | Da                 | Da                               |
| Sledljivost           | Da                 | Da                               |
| Simbol kriptovalute   | LTC, Ł             | BTC, B                           |
| Transakcijski stroški | 0,001 LTC          | Odvisno od velikosti blockchaina |
| Algoritem             | Scrypt             | SHA-256                          |
| Čas bloka             | 2,5 minuti         | Najmanj 10 minut                 |

Dokaz o delu: Uporaba tako imenovanega dokazila o delu je ena izmed bolj pomembmnih lastnosti, ki jih imajo kriptovalute kot so Litecoin, Bitcoin itd. Rudarjem to mogoča, da poskusijo sami najti rešitev za naslednji blok transakcij in ko jo najdejo, se to sporoči po celotnemu sistemu. Posledično to pomeni, da drugim ni več potrebno opraviti tega dela kot rudar, temveč morajo izvesti le kontrolo, ki dokazuje, da je rudar to delo opravil. Zatem je blok transakcij potrjen.